# Masaru Ibuka
Masaru Ibuka (japonsky: 井深 大; 11. dubna 1908 Nikkó – 19. prosince 1997 Tokio) byl japonský průmyslník a spoluzakladatel firmy Sony. V letech 1951–1971 byl jejím prezidentem.

## Život
Jeho otec byl významným inženýrem, jako mladý  postavil jednu z prvních japonských vodních elektráren. Ztratil otce ve věku dvou let, jeho výchovu pak převzal dědeček. Poté, co se jeho matka znovu vdala, se s ní přestěhoval do Kóbe.  
Po absolvování fakulty vědy a inženýrství univerzity Waseda v roce 1933 začal pracovat ve fotolaboratoři. Během druhé světové války sloužil v japonském císařském námořnictvu. V září 1945 opustil armádu a založil si opravnu rádií ve vybombardovaném obchodním domě Širokija v Tokiu. 
V roce 1946 si o jeho podniku přečetl v novinách Akio Morita a po krátké korespondenci se sešli a rozhodli se podnikat společně, s financováním od Moritova otce. Založili Tokijskou telekomunikační inženýrskou společnost, která se v roce 1958 přejmenovala na Sony. Ibuka zajistil výrobní licenci na tranzistorovou technologii Bellových laboratoří a Sony se poté stala jednou z prvních společností, která použila tranzistorovou technologii pro nevojenské účely. Vedl výzkumný tým, který vyvinul první japonský magnetofon (1950), první japonské tranzistorové rádio (1955) a první televizor s tranzistorovou technologií (1960). V roce 1967 vyvinul přelomovou barevnou televizi Trinitron. Nutil své vývojáře, aby vymýšleli vlastní produkty místo toho, aby jednoduše modifikovali západní technologie. V letech 1950 až 1971 působil jako prezident společnosti a poté od roku 1971 až do svého odchodu do důchodu v roce 1976 jako předseda správní rady. 
V roce 1960 byl vyznamenán Medailí cti s modrou stuhou, v roce 1978 Řádem posvátného pokladu, v roce 1986 Řádem vycházejícího slunce, v roce 1992 Řádem kultury. Roku 1986 přijal i švédský Řád polární hvězdy.
Ibuka se angažoval ve skautském hnutí, byl předsedou japonské Národní rady guvernérů skautských oddílů. V roce 1991 mu Světová organizace skautského hnutí udělila vyznamenání Bronzový vlk. V roce 1989 také obdržel nejvyšší vyznamenání Skautské asociace Japonska, cenu Zlatý bažant. Zajímal ho i problém rané výchovy, napsal o tom knihu s názvem Školka je příliš pozdě (1971), kde tvrdí, že k nejvýznamnějšímu učení dochází od narození do 3 let věku a navrhuje způsoby výchovy takto malých dětí.